# جورج ويلبيس
جورج ويلبيس (بالفرنسية: Georges Welbes)‏ (مواليد 11 يونيو 1944) هو سبّاح لوكسمبورغي، مثّل بلاده في الألعاب الأولمبية الصيفية 1964.

## روابط خارجية
جورج ويلبيس على موقع الاتحاد الدولي للسباحة (الإنجليزية)
- جورج ويلبيس على موقع أوليمبيديا (الإنجليزية)